# Гремячая башня
Гремячая башня входила в систему оборонительных сооружений Окольного города Псковской крепости, на правом берегу реки Псковы. Шестиярусная башня, диаметр у основания ок.15 м, высота ок.29 м.

## История
Гремячая башня — самая высокая каменная башня Пскова, известна точная дата её возведения: «В лето 7033 (1525 год) повеле князь Василий Иванович своему дьяку Мисюрю Мунехину поставити стрельницу каменную на Гремячей горе, над Псковою рекою на кручи и того лета сделаша тайник».
Гремячая башня поначалу называлась Космодемьянской — по имени существовавшего здесь Косьмодамианского монастыря, от которого на горе сохранилась каменная церковь 1540 года. Настоящая Гремячая башня находилась неподалёку, над Гремячими воротами, а когда её разрушили, название перешло на Космодемьянскую.

## Первоначальный вид
Гремячая башня имела каменный подземный «подлаз», он спускался от башни до уровня воды для обеспечения водой защитников Верхних решеток в боевое время. Напротив Гремячей башни, на левом берегу Псковы, стояла Никольская башня XVI века. В крепостной стене между Гремячей и Никольской башнями имелись проёмы водобежных ворот, через которые через город текла Пскова — т. н. Верхние решётки. Ворота заграждались опускными деревянными, впоследствии железными решетками, преграждавшими, таким образом доступ в крепость по реке. Каких либо остатков, хотя бы фундаментов Верхних решёток пока не обнаружено.

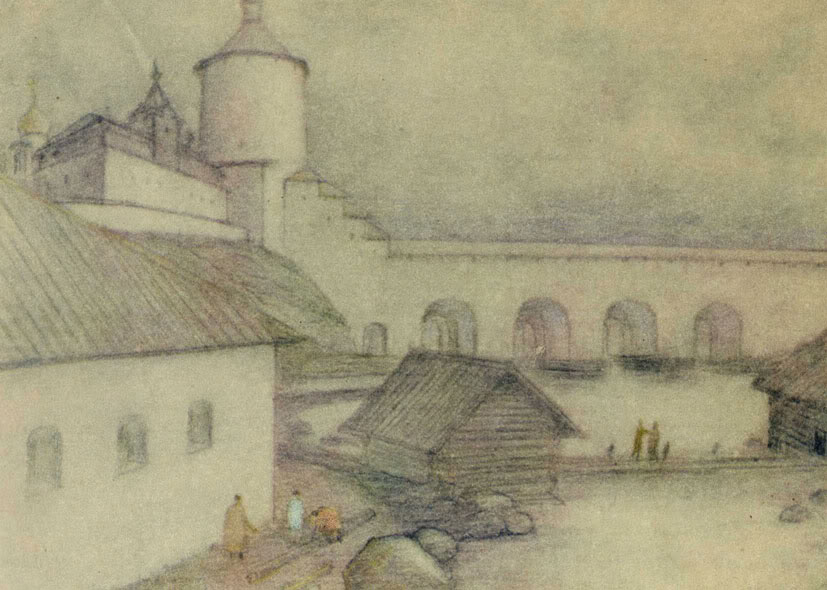
Верхние решетки. Рисунок архитектора-реставратора Спегальского Ю. П.
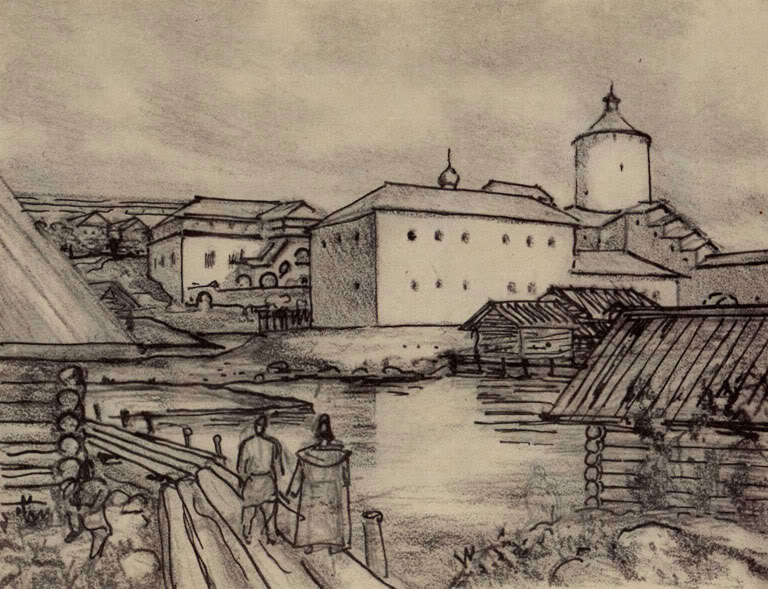
Пскова у Верхних решеток. Рисунок архитектора-реставратора Спегальского Ю. П.

## Архитектурные особенности

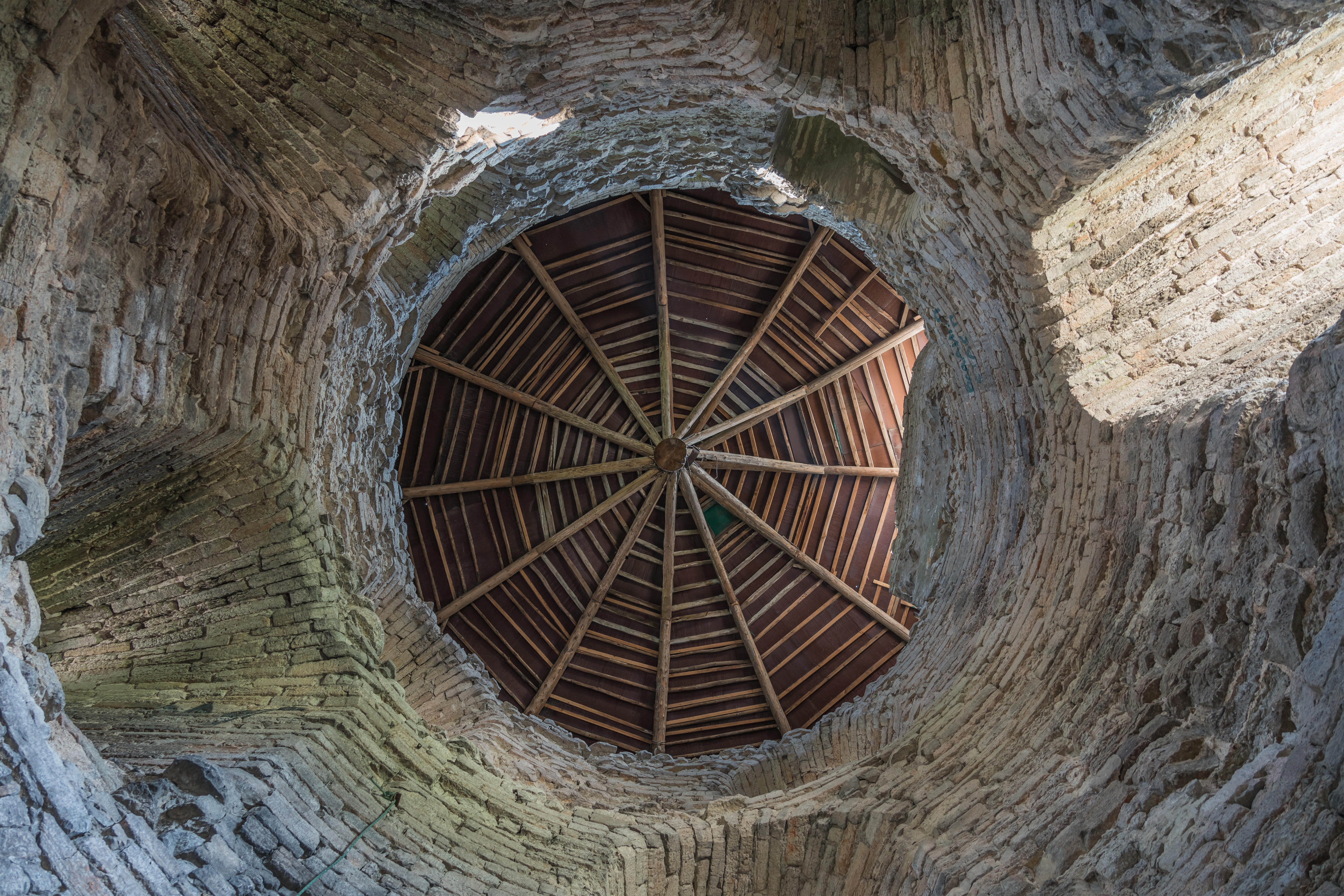
Интерьер башни

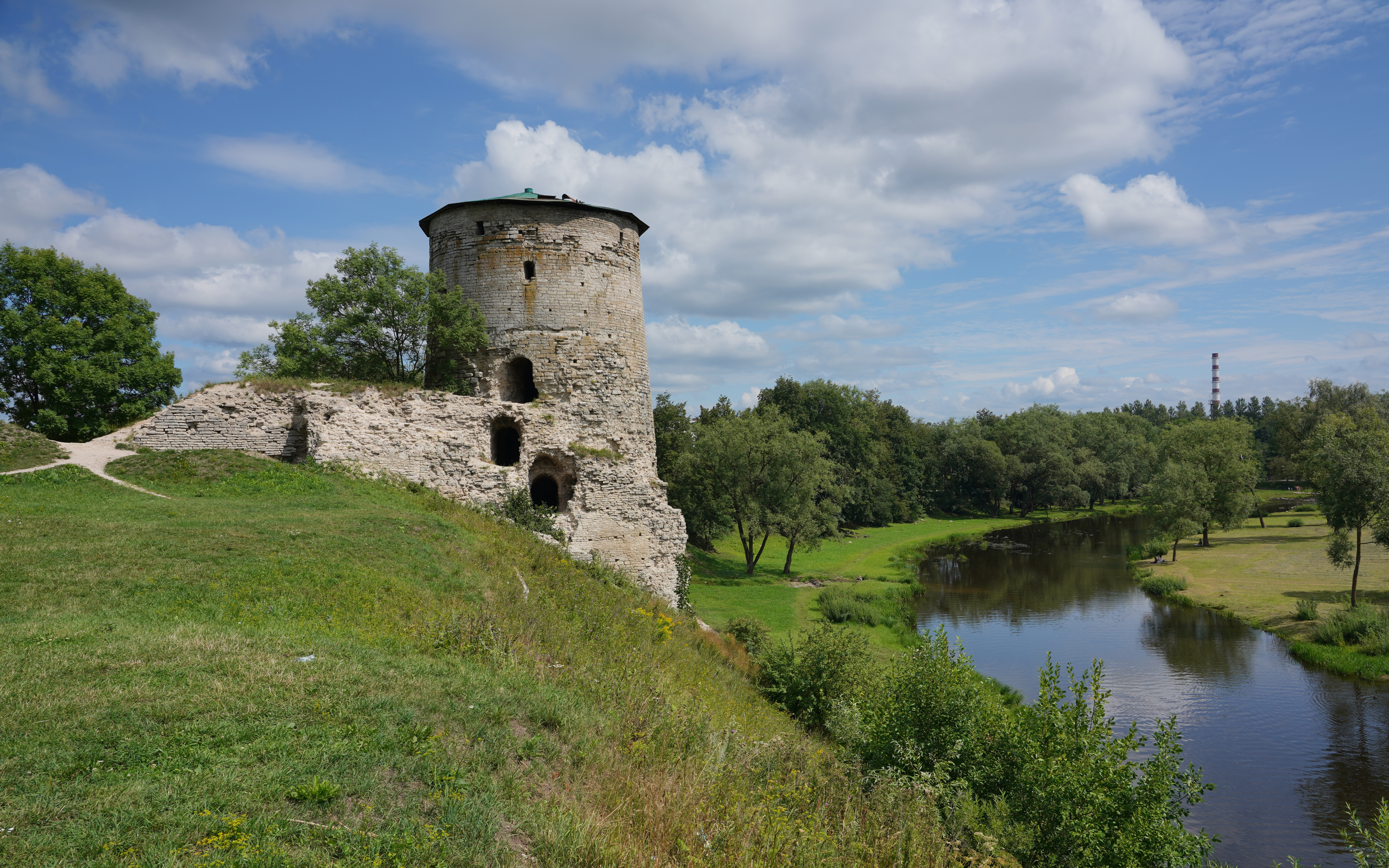
Гремячая башня и река Пскова

Гремячая башня стоит на выровненной известковой скале, которая служит непосредственно полом первого яруса и основанием для кладки стен. Башня по высоте разделена на шесть ярусов или этажей, раньше каждый ярус, как и других Псковских башнях, отделялся деревянным помостом, на котором ставились пушки, направленные в амбразуры.
Кроме системы подземных ходов башня имеет со стороны города и каменный «подлаз» — каменный коридор, спускающийся от башни к реке Пскове, который при осаде мог использоваться для обеспечения защитников города водой.
Крупные четко отесанные блоки псковского известняка, купольный свод и сложная система входов, а также бойницы необычной для укреплений Северо-Западной Руси этого времени формы (с сужающейся внутренней камерой, узкой средней частью с параллельными щеками и внешним раструбом), заставляют предположить, что над сооружением башни трудился итальянский зодчий Иван Фрязин.

## Легенды
Существует легенда, что во время тевтонских набегов рыцари захватили Псков и взяли в плен князя. Князь не пожелал покориться захватчикам. Тевтонцы построили неприступную башню и заточили его туда, а после убили. Псковичи, узнав об этом, восстали против рыцарей. Началась кровавая битва. Силы были неравны. Но тут на стене башни появилась тень князя. Перепуганные тевтонцы растерялись, а псковичи легко отбили город.
Другая легенда, связанная с башней, рассказывает, что в ней беспробудным сном спит княжеская дочь. Якобы красавицу прокляла мать, после чего княжна и впала в бесконечную дрёму. Расколдовать её сможет только добрый молодец, который не побоится провести возле её постели 12 дней подряд, читая псалтырь. Говорят, что, кроме княжны, получит храбрец огромные бочки с золотом, звон которых будто бы слышат псковичи по ночам.
А ещё рассказывают, что давным-давно жил в Пскове мастеровой. Было это так давно, что никто уже имени его не помнит. Однажды на Иоанна Богослова гостил он у своих родственников. Засиделся и возвращался домой за полночь. Показалось ему, что навстречу земляки идут. Поздоровались, решили зайти в ближайшую корчму. На столе стояло вино и много еды. Земляки пьют и мастерового угощают. Он шапку с головы снял, одной рукой рюмку взял, а другой перекрестился. Как только он это сделал, тут же пропали земляки, а он оказался на самом верху Гремячей башни. Сняли его оттуда только утром, когда люди на работу шли. С тех пор не ходил больше мастеровой в гости на Иоанна Богослова.